# 大庭こずえ
大庭 こずえ（おおば こずえ、1969年11月25日 - ）は、日本の元バレーボール選手である。

## 来歴
福岡県北九州市出身。地元の強豪校である博多女子商業高校から日本リーグのユニチカに入団した。
1989年8月にペルーのリマで開催された第5回バレーボール女子ジュニア世界選手権に出場し、銅メダルを獲得した。第24回日本リーグをもって現役を引退。

## 人物
夫は元ケニア代表のゴッドフリー・オクム、娘はAstemoリヴァーレ茨城のオクム大庭冬美ハウィ。